# Mecanismos de inestabilidad controlados por deformaciones
Los mecanismos de inestabilidad corresponde a la forma en la cual el macizo responde ante la alteración de su estado de equilibrio tensional debido al desarrollo de actividades como excavaciones subterráneas y construcción de taludes. Dependiendo del tipo del comportamiento que posea la roca intacta serán las consecuencias que pudiesen generarse, ya sea como ruptura producto del fracturamiento frágil, deslizamiento, deformaciones de la matriz rocosa.

## Clasificación de los mecanismos de inestabilidad según profundidad y calidad de roca
- Superficial: En general bajo condiciones someras se observa con mayor frecuencia la inestabilidad por estructuras producto de la exposición de la roca a fenómenos de meteorización, lo cual degrada la calidad de la roca, favoreciendo a la ruptura de la roca, a través de plano de inestabilidad formadas por estructuras presentes en el macizo
- Bajas profundidades: En esta condición de profundidad, el nivel de esfuerzos inducidos alrededor de una excavación en general es bajo, por ende, las inestabilidades que se dan bajo este contexto estarán controladas por las estructuras presentes en el macizo rocoso, ya sean fallas a nivel de galería o diaclasas presentes en la excavación.
- Altas profundidades: En general el estado de esfuerzo inducido según esta condición es alto y el mecanismo de inestabilidad que se dará va a depender de la calidad del macizo rocoso, un macizo rocoso el cual sea muy competente, tendera a tener un comportamiento frágil (Spalling), y se puede clasificar según la energía liberada al momento de ocurrir la falla, teniendo tres niveles de daños: lajamiento (Slabbing), proyección de rocas (popping) y estallidos de rocas (rockburst), siendo este último el más violento y con proyecciones de significativos volúmenes de material rocoso. Ahora si el macizo rocoso tiene un comportamiento no competente (dúctil) y en condición de altos esfuerzos, las inestabilidades estarán controladas por las deformaciones que se dan alrededor de la excavación. Es un proceso lento, irreversible y no es violento.

## Mecanismos de inestabilidad controlados por deformaciones
Mecanismos como el swelling y el squeezing  producen un movimiento hacia adentro de las paredes del contorno del túnel en el tiempo. La intensidad de la tasa de movimiento y la magnitud de estos desplazamientos  varían en el túnel dependiendo de la geología, el estado original de esfuerzos (pre excavación) y la forma que tendrá el túnel. 
A medida que se va desarrollando la excavación se forma un “zona plástica” que la rodea, dependiendo de la razón entre la resistencia y el nivel esfuerzo inducido, se puede estabilizar o aumentar hasta lograr el colapso de la excavación
Ambos mecanismos pueden ocurrir tanto en suelos como en macizos rocosos, junto con ello  son dependientes del tiempo (“time dependent movements”).
La aplicación de sistemas de soporte para contener estos fenómenos, puede producir gran “stress” en los soportes  debido a un incremento constante de la carga sobre estos, eventualmente pueden fallar y generar movimientos significativos de las paredes. Ello considera la geometría y clase de soporte y  la geometría y geología del túnel.
Para estudiar  los fenómenos de Squeezing y Swelling, se utilizan ensayos de laboratorio, a modo de recrear a escala las ocurrencias durante estos procesos para de esta forma predecir el comportamiento de la roca.

## Como Modelar computacionalmente
Es posible analizar estos mecanismos a través del uso de herramientas computacionales que apliquen Elementos Finitos (FEM), con software Como PLAXIS 3D, considerando las características para el modelo de material (por ejemplo Soft Soil Creep Model).  Además de criterios de falla como Mohr-Coulomb, parámetros de rigidez como Swelling Índex, Índice de Compresión, Creep Índex.
El análisis de elementos finitos se utiliza para observar las deformaciones dependientes del tiempo y examinar cómo se comportan los soportes. Es necesario Calibrar el modelo para que represente los sucesos ya ocurridos en las actuales excavaciones a modo de aumentar la confiabilidad en él.

## Swelling
El Swelling  o hinchazón (expansión de la matriz rocosa) es debido a un incremento de volumen debido a la absorción de agua, así también este fenómeno induce tensiones y los cambios del material pueden llevar a una fluencia (“yielding”) dependiente del tiempo.
En general se asocia a la presencia de suelos o rocas arcillosas, también puede producirse en rocas con anhidrita o una mezcla de anhidrita-arcillas, lo cual es menos frecuente pero puede causar grandes problemas. 

#### Submecanismos
El Swelling es una combinación de una reacción Fisicoquímica que envuelve agua y una disminución del esfuerzo (stress relief). La reacción del agua es el principal contribuyente a este mecanismo, es decir, el incremento de volumen con el tiempo, sin embargo, solo puede llevarse a cabo simultáneamente o seguido de una caída del estado de esfuerzo (stress relief). Los principales mecanismos fisicoquímicos que están involucrados en el agua son:
- Con minerales de arcilla:

El agua es absorbida en la superficie exterior de los minerales de arcilla y es llevada a las superficies internas de esta que tienen capas expansibles. La presión debida a la “expansión” (swell pressure) depende de la distancia inter-partículas de las partículas de arcilla y la distancia intrapartícula entre las capas expansibles. Entonces aquellas rocas con capas de partículas  expansibles se hinchan más que aquellas con partículas que absorben agua solo externamente, lo cual se traduce en una mayor presión debido a este efecto.
- Con anhidrita-yeso:

El proceso de hidratación del mineral anhidrita (CaSO4  + 2H2O  CaSO4 * 2H2O)  produce yeso, este proceso conlleva un aumento de volumen de hasta un 60 %. En general esta transformación se lleva a cabo debido a la disolución acuosa de anhidrita seguida de un proceso de precipitación (debido a la saturación de la solución), el  % de incremento de volumen dependerá de la variación porcentual de agua contenida en el mineral inicial y final, sujeto ello a la disponibilidad de agua y que cantidad de anhidrita es llevada a yeso. En general Anhidritas masivas con pocas fisuras se hinchan (swell) menos que aquellas divididas (fisuradas) finamente, es decir, con mayor superficie específica.
También es posible la coexistencia de ambos casos en la roca por ejemplo la presencia de granos de anhidrita en lutitas o esquistos.
- Con pirita-marcasita: esencialmente en rocas sedimentarias con presencia de estos minerales, en donde la oxidación de los sulfuros produce sulfatos, estos pueden reacción con minerales como las calcitas, precipitando yeso, además la oxidación de pirita no requiere de agua.

Todos estos procesos físico-químicos solo tienen lugar con una disminución del stress (stress relief) puesto que:
- Causa presión de poros negativa lo cual permite el flujo de agua. Si esta circulación de agua ocurre, el volumen de agua drenado aumenta y también el volumen del material.
- Puede causar fisuras (permeabilidad secundaria) lo cual facilita el flujo de agua y lleva a un incremento de volumen a través de alguno de los mecanismos mencionados anteriormente
Otros efectos que pueden causar Swelling indirectamente son:
- Cizalle y grietas de tensión, lo que incrementa el área expuesta a swelling.
- Meteorización y alteración de minerales por ejemplo en aluminosilicatos que inicialmente no dan lugar a swelling pero su alteración produce minerales de arcilla susceptibles a este mecanismo.
- Swelling de salbandas y relleno de diaclasas o fallas menores.
El swelling se expresa por un incremento de volumen  y en materiales isotrópicos o anisótropos las deformaciones son en todas las direcciones que no estén restringidas a desplazarse. Si existe alguna limitante esto causará un aumento del stress en esa dirección, en caso de no existir la posibilidad de expandirse el stress será el máximo posible.
Las excavaciones llevan a una reducción del esfuerzo radial (si se observan los esfuerzos en coordenadas polares)  y a una variación del tangencial cercano a la periferia del túnel. Entonces al cambiar el estado de esfuerzos, alguno de sus componentes se reducirá permitiendo las condiciones necesarias para el swelling. Un buen indicador de la condición de stress relevante para el swelling es el Primer invariante de esfuerzos. Para reducir la posibilidad de swelling es de considerar mantener el Invariante cercano a la condición inicial previo a la excavación.

## Como estudiar el Swelling
Las pruebas de laboratorio pueden ser pruebas de identificación o pruebas cuantitativas. Con la primera se puede estimar si ocurrirá Swelling en la roca donde se quiere construir una excavación u obtener una idea aproximada del potencial de Swelling que se podría llegar a tener, es decir, la posible magnitud de los desplazamientos y tensiones producidos por el Swelling. Mientras que las pruebas cuantitativas están destinadas a ser utilizadas junto con predicciones analíticas e empíricas.

### Pruebas de identificación
La prueba de identificación más conocida es la prueba de Casagrande a través de los Atterberg Limits. Existe una serie de correlaciones entre los Atterberg Limits y el potencial de Swelling. Hay que saber que los Atterberg Limits nos entrega las medidas básicas del contenido crítico de agua en un suelo de grano fino: su límite de contracción, límite plástico y el límite de líquido. La mayoría de estas relaciones son aplicables a suelos expansivos, pero Brekke y Howard (1973) proporcionan uno para fallas, y Katzir y David (1968) para Swelling en rocas marga.  El hecho de que existan varias relaciones entre el Atterberg Limits y el potencial de Swelling nos indica que los valores de Atterberg Limits pueden proporcionar una estimación, pero probablemente no podrán ser usadas como base para relaciones de validación. Aún más importantes son los efectos de la preparación de la muestra como el secado en estufa, que puede ser necesario para las pruebas de Atterberg Limits lo que puede modificar el comportamiento de Swelling en la roca. 
Otro procedimiento de identificación relativamente simple es meter al agua una muestra hasta que este 100% húmeda. Brekke y Howard (1973) pudieron correlacionar la cantidad de agua absorbida y la presión de Swelling.
También en ciertas zonas o subzonas litológicas específicas bien definidas, es posible relacionar la resistencia a la compresión no confinada con el potencial de Swelling.

### Pruebas cuantitativas para el potencial de Swelling
Existen las pruebas de textura mineralógicas que sirve para identificar minerales que potencialmente pueden presentar el fenómeno de Swelling y, en muchas circunstancias, para proporcionar una estimación cuantitativa de las presiones de Swelling esperadas. La prueba de textura mineralógica es la base cuantitativa de las presiones de Swelling. A través de la difracción de rayos X que es ideal para pruebas mineralógicas. No solo es posible identificar los minerales con potencial Swelling, sino también determinar su proporción cuantitativa. A veces no solo es conocer la existencia y cantidades relativas de minerales que seas propensos a Swelling, sino también hay que conocer las distribuciones de sus texturas (por ejemplo, la intercalación de anhidrita y minerales arcillosos pueden aumentar significativamente el Swelling). Además, el paralelismo de las partículas de arcilla puede tener un efecto significativo en el aumento de Swelling. Las investigaciones con el microscopio electrónico son muy adecuadas para estos fines.
Probablemente los ensayos más conocidos en el área de pruebas cuantitativas para el potencial de Swelling son "pruebas de Swelling" en su sentido estricto, es decir que son pruebas, que se ocupan muestras intactas obtenidas en terreno o material pulverizado, que se someten a una combinación particular de agua y tensiones aplicadas y se observa el cambio de volumen asociado de la muestra
- Free Swelling Test: Las muestras intactas se colocan en un recipiente  y se sumergen en agua destilada o en agua del sitio donde fueron extraídas las muestras o agua con una composición química especial. Por lo general, solo se miden los desplazamientos verticales; es deseable también observar desplazamientos radiales (laterales), por ejemplo, con una banda calibrada alrededor de la muestra, las deformaciones frente al tiempo se trazan como se muestra en la figura . Por lo general, a uno le interesa principalmente la tensión de Swelling máxima (axial/radial). (Hay que tener en cuenta que esta prueba no está completamente confinada).

- Maximum Axial Stress Test: Esta prueba determina la tensión axial máxima. La muestra se coloca dentro de un anillo de tipo oedómetro dentro de una celda abierta, sujeta a una pequeña carga (para más detalles ver ISRM, 1988), y la celda se llena con agua. Cualquier oscilación axial (desplazamientos) se compensa inmediatamente apretando los tornillos que aumentarán como se muestra en la figura  y alcanzarán los esfuerzos de Swelling axiales máximos Este esfuerzo es una aproximación conservadora de las tensiones de sofocación que se esperan.

El Free Swelling Test y el Maximum Axial Stress Test son pruebas destinadas a proporcionar una evaluación rápida del potencial de Swelling tanto con respecto a la deformación como a las tensiones. Nos permiten verificar si el Swelling será un problema y nos da idea del tiempo que llevará en desarrollarse. Si estas pruebas indican que el Swelling es importante, deben realizarse las llamadas "Pruebas de esfuerzo de Swelling axial frente a la deformación axial". Dado que, en realidad, las condiciones no están completamente restringidas en el Free Swelling Test ni en el Maximum Axial Stress Test.

## Caso real de Swelling
Bozberg es un túnel de ferrocarril de dos vías de 2,5 km de longitud ubicado en las montañas Jura en Suiza, donde existe presencia de marga, arcillas y anhidrita y fue construido entre los años de 1871-1875. Durante la construcción del túnel, se produjo una convergencia de un pilar provocado por el Swelling, causando daños considerables. Los estribos de algunas secciones del túnel se tuvieron que reconstruir varias veces y además se construyeron arcos invertidos en las secciones más afectadas; sin embargo, estos arcos fueron destruidos rápidamente por el agua altamente sulfatada. Los canales de drenaje se destruían frecuentemente, provocando inundaciones que aumentaron el grado de Swelling y más las vibraciones inducida por el tránsito, se registraron casos extremos de explosión de rocas por alta hinchazón.

## Squeezing
El Squeezing es una deformación en función del tiempo, que ocurre en las cercanías de la excavación, en esencia está principalmente asociado al “creep” (reptación o arrastre) causado por exceder el esfuerzo de corte de la roca circundante. Sin embargo en materiales dilatantes puede estar también asociado a un incremento de volumen del material

Esto ocurre bajo condiciones de altos esfuerzos, lo cual en rocas de comportamiento competente llevaría a “rock Burst” mientras que en similares condiciones de esfuerzos la presencia de rocas no competentes  produce el squeezing.
Como se mencionó previamente este mecanismo puede ocurrir ( en suelos y rocas)  en presencia de esfuerzos inducidos (debido al estado original de esfuerzos y la excavación ) y que las propiedades del material lleven a algunas zonas en la superficie del túnel al esfuerzo cortante ( o tangencial) necesario para que se produzca “creep” (reptación).

### Submecanismos
El Squeezing es un desplazamiento tangencial de material dependiente del tiempo el cual causa que la periferia del túnel se mueva disminuyendo su sección (an inward movement). El mecanismo del squeezing consiste en uno o una combinación de submecanismos llamado “creep” (reptación);
El Creep (es la expresión del comportamiento viscoso) en partículas o granos de mineral en roca/suelo intacto, este mecanismo individual de las partículas se debe al comportamiento viscoso de la estructural cristalina o grietas inestables. A lo Largo de las interfaces entre partículas del material
A lo largo de discontinuidades (a gran escala) como las superficies de foliación o estratificación, diaclasas y fallas.  En estos mecanismos son apreciable las siguientes componentes mostradas en la gráfica.  

Usualmente este mecanismo que es de naturaleza viscoplástica pero en casos de bajos esfuerzos las deformaciones pueden ser temporales traduciéndose en un comportamiento viscoelástico
El creep generalmente comienza en niveles de esfuerzo por debajo de la resistencia al corte del material.
Entonces el Creep entonces el Squeezing puede ocurrir sin un cambio de volumen. En casos de comportamiento dilatantes puede estar asociado a aumento de volumen.
En general los análisis consideran que el cuerpo se deforma en el tiempo bajo un esfuerzo constante, cuando en realidad al disminuir la sección del túnel debido al squeezing, las restricciones de movimiento aumenta (aún más si el perímetro es curvo), ello puede cambiar la condición de esfuerzos y el proceso de squeezing. Como se mencionó previamente la anisotropía de los esfuerzos debido a los materiales de baja resistencia puede llevarlo al estado de falla.
El squeezing en las cajas predomina bajo condiciones de esfuerzo principal vertical mayor (antes de la excavación) que el horizontal, contrariamente si el horizontal es mayor, se observara en el techo y piso de la excavación. A medida que el material incrementa sus restricciones de movimiento debido al squeezing en el túnel, este puede hacerse más severo dependiendo del estado original es esfuerzo (in situ). Los soportes en general producen un contra esfuerzo como reacción al desplazamiento por squeezing, si este efecto genera un aumento de la presión de poros puede ser contraproducente.

## Como estudiar el Squeezing

### Ensayo para Squeezing
Las pruebas apropiadas para este fin son los ensayos triaxiales, en donde los esfuerzos se mantienen constantes y se observa la deformación a lo largo del tiempo. Lo bueno que tienen los ensayos triaxiales es que simulan la condición in-situ donde estaba la muestra, la consolidación, la presión de los poros y las condiciones externas. De esta forma vamos a tener unos buenos resultados y poder predecir el comportamiento de la roca en función del tiempo.

## Casos real de Squeezing
- LaRonde es una mina canadiense de sulfuros masivos de Au-Ag-Cu-Zn de aproximadamente de una profundidad de 3110m. La mina ha estado en operaciones desde 1988, y ha sido explotado por los métodos de Cut & Fill con relleno cementado y por Open Stoping. En los diferentes niveles de la mina, el comportamiento de la masa rocosa puede ver un comportamiento frágil y ver el fenómeno de Squeezing.

- Hartebeestfontein es una mina de oro ubicada en sudafricana, donde el fenómeno de Squeezing ocurre en el pique número 6 y en sus cercanías. Esto sucede por la existencia de una especie cuarcitica de la serie “Main Bird” que pertenece a la formación geológica que posee las reservas más grandes de oro en el mundo llamada “Witwatersrand basin”. Hay que destacar que acá ocurre un caso muy partícula de cuarcitas con baja resistencia a la compresión uniaxial, llegando en algunos casos de 130 MPa. La combinación de cuarcitas poco resistentes y la presencia de altos esfuerzos en Hartebeestfontein, provoca el desplazamiento apreciable de la roca en el tiempo prologados.  Se han observado desplazamiento del orden de 50 cm por mes, lo que provoca serias complicaciones de soporte. En otros sectores, se pueden observar movimientos de hasta 6 cm por turno. Estos problemas se agravaron tanto que se hicieron estudios de investigación para evaluar la estabilidad a largo plazo del pique de ventilación Nº 6 de la mina.

## Mitigación de los mecanismos de inestabilidad controlado por deformaciones
Para mitigar los efectos de estas inestabilidades (Squeezing y Swelling) en el diseño de túneles tenemos desde el punto de vista de la Geomecánica, tenemos la fortificación que pueden ser activo y pasivo.

Cuando hablamos de una fortificación pasiva es aquella en que, por razones operacionales y de seguridad, no aplica ninguna carga externa al momento de la instalación y sólo trabaja cuando el macizo rocoso experimenta alguna deformación.    Los métodos más empleados son la enmaderación, los marcos metálicos, el hormigón armado, shotcrete, malla.

Para el caso de una fortificación activa se orienta a restablecer el equilibrio original de los diferentes esfuerzos y, al mismo tiempo, a modificar estructuralmente la roca para hacerla auto soportable. Los métodos más empleados son los de pernos de anclaje en rocas (puntuales o repartidas).
En general la forma de mitigar el efecto de estas deformaciones para ambos casos, son similares ambos casos (Squeezing y Swelling). Cuando tenemos un sistema de anclaje, el arco de roca pretensado sirve para inhibir las deformaciones que puedan producirse en el contorno de una excavación, si es posible un sistema de anclaje de techo a piso, ya que hay que mantener el nivel del piso de una galería. En el caso de utilizar un sistema de soporte, se puede usar un revestimiento alrededor del túnel con el cual genere una presión interna que contrarreste las deformaciones en el contorno, en este caso los materiales de revestimiento a utilizar y el modelo de elasticidad de tubería de pared gruesa nos pueden ayudar para realizar un cálculo y así poder determinar el espesor adecuado para realizar el diseño de soporte.